# البطولة الوطنية المجرية للسيدات 1963
البطولة الوطنية المجرية للسيدات 1963 (بالمجرية: 1963-as magyar női kézilabda-bajnokság) هو موسم من البطولة الوطنية المجرية للسيدات. فاز فيه Budapesti Spartacus SC (women's handball) ‏.